# Selkälahdensaari
Selkälahdensaari, nordsamiska: Kiäinučuálmsuálui, är en ö i Finland. Den ligger i sjön Enare träsk och  i kommunen Enare  i den ekonomiska regionen Norra Lappland och landskapet Lappland, i den norra delen av landet, 1 000 km norr om huvudstaden Helsingfors. Öns area är 12,2 hektar och dess största längd är 0,7 kilometer i nord-sydlig riktning.